# 12-я бомбардировочная авиационная дивизия (1-го формирования)
12-я бомбардировочная авиационная дивизия — воинское соединение Вооружённых Сил СССР в Великой Отечественной войне.

## История
Дивизия сформирована 8 августа 1940 года. На 22 июня 1941 года управление дивизии базировалось в Витебске, полки базировались на аэродромах Витебск, Лепель, Бецкое, Травники, Крулевщина. В дивизии насчитывалось 146 самолётов типов СБ, Су-2 и И-15 бис, из них 6 неисправных. Перед войной 215-й бомбардировочный полк получил самолёты Ил-2, и к началу войны продолжал переучивание личного состава.
В составе действующей армии с 22 июня 1941 по 23 июля 1941 года.
Полки из состава дивизии приступили к вылетам во второй половине дня 22 июня 1941 года, наносили бомбовые удары по войскам противника, наступающих из Сувалкийского выступа. Поскольку бомбардировщики действовали без истребительного прикрытия, уже в первый день войны дивизия понесла большие потери. Затем полки, входящие в дивизию действовали в районе Гродно, Лиды, Молодечно, шоссе Вильнюс — Минск, на подступах к Орше и Витебску. Позднее полки дивизии действовали по Западной Двине.
К концу первой декады июля 1941 года полки, входящие в дивизию, фактически утратили боеспособность. За период с 22 июня по 4 июля дивизия выполнила 761 боевой вылет, из них 188 - на разведку.
23 июля 1941 года дивизия переименована в 12-ю смешанную авиационную дивизию.

## Состав
На 22.06.1941 года
6-й скоростной бомбардировочный авиационный полк — Витебск
43-й ближнебомбардировочный авиационный полк — Витебск
128-й скоростной бомбардировочный авиационный полк — Улла
209-й скоростной бомбардировочный авиационный полк — Полоцк
215-й скоростной бомбардировочный авиационный полк (в стадии переформирования в штурмовой) — Лепель, Травники
В разное время
- 6-й скоростной бомбардировочный авиационный полк, бомбардировщики СБ, (1940 — 30 июня 1941)
- 43-й ближнебомбардировочный авиационный полк[2], бомбардировщики Су-2, (1940 — 7 июля 1941)
- 128-й скоростной бомбардировочный авиационный полк[2], бомбардировщики СБ, (1940 — 8 июля 1941)
- 209-й скоростной бомбардировочный авиационный полк, бомбардировщики Су-2, (1940 — 27 июня 1941)
- 215-й скоростной бомбардировочный авиационный полк[2], И-15бис, с осени 1940 года по март 1941 года, переименован в штурмовой авиаполк
- 215-й штурмовой авиационный полк, И-15бис, с марта по 7 июля 1941 года, убыл на пополнение.
- 161-й разведывательный авиационный полк[2].

## Подчинение
| Дата            | Фронт (округ)  | Армия      | Корпус | Примечания |
| --------------- | -------------- | ---------- | ------ | ---------- |
| 22.06.1941 года | Западный фронт | -          | -      | -          |
| 01.07.1941 года | Западный фронт | -          | -      | -          |
| 10.07.1941 года | Западный фронт | 22-я армия | -      | -          |

## Командиры
- Аладинский, Владимир Иванович, полковник (08.08.1940 — 23.07.1941)